# Microsoft Bookshelf Basic
Microsoft Bookshelf Basic（マイクロソフト ブックシェルフ ベーシック）はマイクロソフトのオフィススイート「Microsoft Office」に付属されていた辞書ソフトである。
マイクロソフトがWindows向けに販売している辞書ソフトMicrosoft Bookshelfをベースに、中でも使用頻度の高い国語辞典、英和辞典、和英辞典をパッケージングしたものである。
Microsoft Office 2003以降はこうした辞書ソフトの付属は廃止され、代替としてインターネットから意味や追加情報を検索・引用する機能に変更された（リサーチ機能）。

## 内容
| 製品名              | 国語辞典                     | 英和辞典                              | 和英辞典                              | 付属したオフィス製品 |
| ------------------- | ---------------------------- | ------------------------------------- | ------------------------------------- | -------------------- |
| Bookshelf Basic 3.0 | 三省堂 新明解国語辞典 第五版 | 研究社 新英和中辞典 第6版             | 研究社 新和英中辞典 第4版             | Office XP            |
| Bookshelf Basic 2.0 | 小学館 国語大辞典 （新装版） | 小学館 プログレッシブ英和中辞典 第3版 | 小学館 プログレッシブ和英中辞典 第2版 | Office 2000          |
| Bookshelf Basic 1.0 | 小学館 国語大辞典 （新装版） | 小学館 プログレッシブ英和中辞典 第2版 | 小学館 プログレッシブ和英中辞典 第2版 | Office 97            |

Bookshelf Basic 2.0まではHDDにインストールされずCD-ROMを用いるが、3.0は標準ではHDDにインストールされる（ただし、2.0以前でもHDDにセットアップファイルをコピーしてインストールするとHDDにインストール可能である）。
Bookshelf Basic 2.0では項目によって画像や音声（wav）、音楽（MIDI）などといったマルチメディア資料も添付していたが、3.0では辞書データがchmファイル化されるとともに文字データのみとなっている（英和辞典の発音機能は残されている）。また、2.0ではMicrosoft Office製品とのみ連携していたが、3.0ではQuickShelfを常駐させることで、Office以外のアプリケーションであっても選択文字列を辞書に送れるようになっている。
各Officeのエディションの内、StandardにのみBookshelf Basicが付属しない。Personalの方が低価格にもかかわらずBookshelf Basicが付属しているのは、個人ユーザーを対象としているためPowerPoint等より必要性が高いという判断と考えられる。